# Coris hewetti
Coris hewetti Randall, 1999 è un pesce di acqua salata appartenente alla famiglia Labridae

## Distribuzione e habitat
Proviene dalle barriere coralline delle Isole Marchesi, nell'oceano Pacifico centrale. Nuota fino a 40 m di profondità soprattutto in zone con fondo sabbioso.

## Descrizione
Come tutti i pesci del genere Coris, presenta un corpo allungato; la sua testa ha un profilo abbastanza appuntito. La pinna caudale ha il margine arrotondato. La lunghezza massima registrata è di 13,9 cm.
I giovani hanno il dorso marrone e il ventre bianco, la pinne sono trasparenti e non molto alte. Il peduncolo caudale è giallastro. Gli esemplari adulti, invece, sono verdi-grigiastri; sia sulla testa che sulle pinne sono presenti diverse striature blu. La pinna dorsale e la pinna anale sono ampie, lunghe, alte e con qualche sfumatura rossastra.

## Biologia

### Alimentazione
Si nutre di microbenthos.

### Riproduzione
È oviparo, probabilmente ermafrodita, la fecondazione è esterna e non ci sono cure nei confronti delle uova. I maschi adulti hanno delle pinne molto ampie che vengono tenute completamente erette durante il corteggiamento.

## Conservazione
Nonostante l'areale abbastanza ristretto, questa specie non sembra essere minacciata da particolari pericoli e quindi viene classificata come "a rischio minimo" (LC) dalla lista rossa IUCN.